# Bobovek
Bobovek je vas v Mestni občini Kranj. Znana je predvsem po treh Bobovških jezerih, Čukovi jami, Krokodilnici in Ledvički.
V vasi se razvija obrt in industrija: elektroinštalaterska dela ter CNC obdelava kovin.
Kraj je povezan z Alpeturovo progo št. 7 in 14.

## Galerija slik
- Severno jezero (Krokodilnica)
- Južno jezero (Čukova jama)

## Nekdanji glinokopi in naravni rezervat
V zadnjih dveh ledenih dobah se je v dolini Kokrice in Belce razprostiralo obsežno, ne preveč globoko jezero, od katerega so ostale kar debele plasti jezerske gline. Leta 1903 je Ivan Zabret, po domače Čukov Ivan, na Bobovku ustanovil žago in parno opekarno, opeko so izdelovali iz izkopane gline. Med izkopavanjem so našli okostje mamuta in fosile rib kleničev. Starost obeh najdb ocenjujejo na okrog 180.000 let, okostje samice mamuta lahko vidimo v Gorenjskem muzeju. Leta 1974 je opekarna nehala delovati.
Na območju glinokopov, ki jih je potem spet zalila voda, so danes tri jezerca: Čukova jama (imenovana po lastniku), Krokodilnica in Ledvička. Območje je od leta 1981 zavarovano kot naravni rezervat, od leta 2016 zaščiten s posebnim odlokom. Krokodilnica in Ledvička sta strogo zaščiteni območji, v Čukovi jami pa je dovoljeno vlaganje rib, ribolov, kopanje, vožnja s čolni brez motorja in pozimi drsanje.